# Gaby Hauptmann
Gaby Hauptmann (Trossingen, 14 de maig de 1957) és una escriptora i periodista alemanya.

## Activitat com a periodista
Gaby Hauptmann va néixer i es va criar a Trossingen, a l'estat de Baden-Württemberg, si bé actualment viu en Allensbach, als afores de la ciutat de Konstanz, al llac Constança, om es va llicenciar com a periodista i va començar la carrera en aquest camp. Després d'un parell d'anys com a periodista de carrer per al diari regional Südkurier en aquesta localitat fronterera, va crear la seva pròpia oficina de premsa a la propera ciutat de bavaresa de Lindau, prop del mateix llac.
Des del 1987 va treballar com a redactora cap a l'emissora de ràdio Seefunk i posteriorment a l'estudi regional de la Südwestfunk en la (SWF 1), a Tübingen, i a la central, en Baden-Baden, per a la SWF 3.
En aquest últim període va compaginar la feina a la ràdio amb una col·laboració amb la televisió, inicialment com a autora i més tard com a productora i directora. Per exemple va produir una sèrie de 27 entrevistes per a televisió anomenada Pp – Prominenz privat (“Personalitats privades”). També un documental titulat Karl Hauptmann i l'art per a la vida sobre la persona del seu avi, el pintor de la selva negra Karl Hauptmann.
Per a l'emissora de televisió VOX va treballar, al costat de Lea Rosh, com a moderadora del programa literari Willkommen im Club (“Benvingut al club”).

## Treball com a escriptora
Gaby Hauptmann va publicar el seu primer llibre juvenil el 1994, sota el títol Alexal'amazona. Poc després van aparèixer els seus majors èxits de vendes (Es busca impotent per conviure i No hi ha millor home que l'home mort i Mentides al llit) i altres relats femenins.
Les seves obres s'han publicat a més de 35 països i a Alemanya han venut més de 6 milions de llibres.
Des de l'any 2005 publica una col·lecció de llibres de cavalls per a un públic juvenil femení: “Kaya, lliure i fort”. Aquesta sèrie ha derivat en produccions per al cinema i la televisió que s'han exportat a altres països com Noruega, Finlàndia, Hongria, Suècia, Eslovènia, Canadà…

## Obres (selecció)
- Alexa l'amazona (1994)
- Es busca impotent per conviure (1995)
- No hi ha millor home que l'home mort (1996)
- Mentides en el llit, München (1997)
- Un grapat de virilitat[2] (1998)
- El motón de l'hereu (1999)
- Mà de dona sobre cul d'home i altres històries (2000)
- Un gran amant també és massa poc (2000)
- Més sobre això (2001)
- Un oncle cinc estels inclòs (2002)
- Rocky l'intrús (2003, en col·laboració amb la seva germana Karin)
- Desfilada de cavalls (2004)
- Joc d'amor. Quatre histories sobre dones que saben el que volen (2007)
- La felicitat amb els homes i altres històries (2009)
- Bitllet al paradís (2010)
- On els àngels celebren el Nadal (2010)
- Festa de passions (2011)
- Col·lecció infantil i juvenil Kaya, lliure i forta:
  - Kaya roman cool (2005)
  - Kaya és feliç (2005)
  - Kaya vol (2006)
  - L'aniversari de Kaya (2007)
  - Kaya jura venjança (2009)

## Pel·lícules
- No hi ha millor home que l'home mort[3] (dirigida per Wolf Gremm, 1998)
- Un gran amant també és massa (Regie: Wolf Gremm, 2002)
- Es busca impotent per conviure (dirigida per John Henderson, 2002)
- Un oncle cinc estels inclòs (dirigida per Vivian Naefe, 2005)
- Hengstparade (dirigida per Michael Kreindl, 2005)